# 線香燒幣
線香燒幣是在台灣一些校慶或是遊樂場所可以看到的遊戲。只要玩家輪流用線香燒衛生紙，最後將硬幣落入杯內者，就是輸了。這個遊戲又有一個很有趣的名稱「唐伯虎點秋香」，類似撲克牌「心臟病」的玩法。

## 遊戲方法
- 先準備一個杯子，再準備衛生紙與橡皮筋，將衛生紙綁在杯口，以橡皮筋固定。
- 在衛生紙平面上，放一個直徑1英吋大小的硬幣，如新台幣十元硬幣。
- 以火燒線香，均須點燃才可以開始進行遊戲。
- 可以用任何方式決定參賽者的先後順序，包括猜拳。
- 每個人必須拿著香火，沿著硬幣的邊緣點燃，點出洞或者是燒焦的痕跡，輪到任何一方的時候，都必須要燒出至少一點痕跡，或達到一定次數，才可以輪到下一位繼續燒。
- 硬幣落入杯中者算輸。